# Lista de capítulos de Gantz
O mangá Gantz escrito e ilustrado por Hiroya Oku, foi publicado pela editora Shueisha na revista Weekly Young Jump. O primeiro capítulo de Gantz foi publicado em outubro de 2000 e a publicação encerrou em junho de 2013 no capítulo 383, contando com 37 volumes. Nesta página, os capítulos estão listados por volume, com seus respectivos títulos originais (títulos originais na coluna secundária; os volumes de Gantz não são titulados).
No Brasil, é licenciado pela editora Panini e foi publicado entre julho de 2007 e janeiro de 2014.

## Volumes 1~10
| - 1. Certo Acidente - 2. Um Quarto Inexplicável - 3. A Garota Suicida Nua - 4. As Ordens da Esfera Negra - 5. Ilusão - 6. Encontro com o Alien Cebolinha - 7. Anti-Monadologia - 8. Massacre - 9. Experiência Eichmann - 10. Indignação | - 1. ある事故 (Aru Jiko) - 2. 不可解な部屋 (Fukakai na Heya) - 3. 裸の自殺少女 (Hadaka no Jisatsu Shōjo) - 4. 黒球の指令 (Kuro Tama no Shirei) - 5. イリュージョン (Iryūjon) - 6. ねぎ星人との遭遇 (Negi Seijin to no Sōgū) - 7. 非予定調和 (Hi-yotei Chōwa) - 8. 惨殺 (Zansatsu) - 9. アイヒマンテスト(Aihiman Tesuto) - 10. 激憤 (Gekifun) |

| - 11. Todos Mortos - 12. Hipnose e Despertar - 13. Olhos - 14. Destemido - 15. Saltar ou Morrer - 16. Transfiguração do Corpo - 17. Tiro - 18. Condições para Sobrevivência - 19. Gantz - 20. Pontuação - 21. Cópias - 22. Duplicação | - 11. 全員死亡 (Zen'in Shibō) - 12. 催眠と覚醒 (Saimin to Kakusei) - 13. 眼 (Me) - 14. 怖いもの知らず (Kowaimono Shirazu) - 15. 跳躍か死か (Chōyaku ka Shi ka) - 16. 肉体の変貌 (Nikutai no Henbō) - 17. 発弾 (Hatsudan) - 18. 生還の条件 (Seikan no Jōken) - 19. ガンツ (Gantsu) - 20. 採点 (Saiten) - 21. コピー人間 (Copī Ningen) - 22. 重複 (Chōfuku) |

| - 23. Dia a Dia - 24. Poderoso - 25. Homem de Sorte - 26. Animalzinho de Estimação - 27. Potencial Latente - 28. Retransmissão - 29. Gangue - 30. Sumiço sobre o Asfalto - 31. Difícil de Explicar, Impossível de Entender - 32. Esqueci - 33. Loucura Coletiva - 34. Tanaka-san | - 23. 日常 (Nichijō) - 24. 強力 (Kyōryoku) - 25. ラッキーな男 (Rakkī na Otoko) - 26. 愛玩動物 (Aigandōbutsu) - 27. 潜在能力 (Senzai Nōryoku) - 28. 再送 (Saisō) - 29. 族 (Zoku) - 30. 路上消失 (Rojō Shōshitsu) - 31. 解説不可能意味不明 (Kaisetsu Fukanō Imi Fumei) - 32. 忘れ物 (Wasuremono) - 33. 集団狂気 (Shūdan Kyōki) - 34. 田中さん (Tanaka-san) |

| - 35. Entoando a Canção - 36. Ilusionista - 37. Mau Funcionamento - 38. Sacrifício - 39. Garras Submersas - 40. Ignorando o Aviso - 41. Pássaros - 42. Informações Confusas - 43. Desenrolar Inesperado - 44. Um Bando de Tanakas - 45. Loli-Loli - 46. Dentro do Apartamento | - 35. 歌声 (Utagoe) - 36. まやかしもの (Mayakashimono) - 37. 機能不全 (Kinō Fuzen) - 38. いけにえ (Ikenie) - 39. 潜行の魔手 (Senkō no Mashu) - 40. 警告無視 (Keikoku Mushi) - 41. 鳥 (Tori) - 42. 情報錯綜 (Jōhō Sakusō) - 43. 予想外の展開 (Yosōgai no Tenkai) - 44. 田中の群 (Tanaka no Mure) - 45. ろりろり (Rori Rori) - 46. アパートの奥 (Apāto no Oku) |

| - 47. Ressonância - 48. Chefão - 49. Esquema Inusitado - 50. Desabamento - 51. Captura - 52. Ponto Fraco - 53. Falsa Tranquilidade - 54. Cismado e Aborrecido - 55. A Nova Roupa do Imperador - 56. Novos Participantes - 57. Pregador - 58. Desespero | - 47. 共鳴 (Kyōmei) - 48. 親玉 (Oyadama) - 49. 奇策 (Kisaku) - 50. 崩落 (Hōraku) - 51. 捕獲 (Hokaku) - 52. 弱点 (Jakuten) - 53. 偽りの平穏 (Itsuwari no Heion) - 54. 不信不快 (Fushin Fukai) - 55. 裸の王様 (Hadaka no Ō-sama) - 56. 新参者 (Shinzanmono) - 57. 説法者 (Seppōsha) - 58. 絶望 (Zetsubō) |

| - 59. Sexo - 60. Guia - 61. Portão - 62. Os Reis se Levantam - 63. Palma da Mão - 64. Brecha - 65. Ausência de Compaixão - 66. Campo de Batalha Sensacional - 67. Eu, o Destruidor - 68. Descenção Maligna - 69. A Força de um Encurralado - 70. Consciência Elitista | - 59. セックス (Sekkusu) - 60. 案内人 (Annainin) - 61. 門 (Mon) - 62. 仁王立ち (Niōdachi) - 63. 掌 (Tenohira) - 64. 突破口 (Toppakō) - 65. 慈悲欠落 (Jihi Ketsuraku) - 66. 扇情の戦場 (Senjō no Senjō) - 67. 破壊の僕 (Hakai no Boku) - 68. 外道降臨 (Gedō Kōrin) - 69. 窮鼠 (Kyūso) - 70. 選民意識 (Senmin Ishiki) |

| - 71. O Mesmo Rosto de Buda - 72. Grande Festa da Morte - 73. A Mão do Espírito Maligno - 74. Carniceiro - 75. Barreira - 76. Beijo Mortal - 77. Confissão - 78. Lamentação - 79. Renúncia - 80. Explosão - 81. Palavras Frias - 82. A Mulher que Morre ou Vence | - 71. 仏の顔も (Hotoke no Kao mo) - 72. 死の大饗 (Shi no Taikyō) - 73. 魔弾の射手 (Madan no Shashu) - 74. 劇殺 (Gekisatsu) - 75. 限界 (Genkai) - 76. 死の接吻 (Shi no Seppun) - 77. 告白 (Kokuhaku) - 78. 慟哭 (Dōkoku) - 79. 諦念 (Teinen) - 80. 破裂 (Haretsu) - 81. 冷たい言葉 (Tsumetai Kotoba) - 82. 背水の女 (Haisui no Onna) |

| - 83. Sem Poderes - 84. Falha na Guerra Santa - 85. Linguagem Humana - 86. Comunicação - 87. Corpo Original - 88. O Significado da Vitória - 89. Irmão Menor - 90. Sozinho - 91. Tarado? - 92. Aluno Tranferido - 93. O Quarto da Bola Preta - 94. Kurono Kei | - 83. 無力 (Muryoku) - 84. 奇襲失敗 (Kishū Shippai) - 85. 人語 (Jingo) - 86. コミュニケーション (Comyunikēshon) - 87. 本体 (Hontai) - 88. 意思の勝利 (Ishi no Shōri) - 89. 弟 (Otōto) - 90. 孤独 (Kodoku) - 91. ナンパ? (Nanpa?) - 92. 転校生 (Tenkōsei) - 93. 黒い球の部屋 (Kuroi Tama no Heya) - 94. くろのけい (Kurono Kei) |

| - 95. Salto Longo - 96. Cena de Luta no Céu - 97. Tortura - 98. Sendo Jogado - 99. Desarranjo - 100. Limite de Tempo - 101. Jogo da Vida - 102. Classe à Baixo - 103. Êxtase > Insegurança - 104. Justiça - 105. O Último Alvo - 106. Existência Revelada | - 95. 幅跳び (Habatobi) - 96. 空中活劇 (Kūchū Katsugeki) - 97. 呵責 (Kashaku) - 98. 嬲り者 (Naburimono) - 99. 錯乱 (Sakuran) - 100. タイムリミット (Taimu Rimitto) - 101. 人生ゲーム (Jinsei Gēmu) - 102. 学級崩壊 (Gakkyū Hōkai) - 103. 恍惚 > 不安 (Kōkotsu > Fuan) - 104. 正義 (Seigi) - 105. 最後の餌食 (Saigo no Ejiki) - 106. 存在の発覚 (Sonzai no Hakkaku) |

| - 107. Aniquilação - 108. Crescimento - 109. Vontade de Morrer - 110. Humano Paranormal - 111. Aprendido - 112. Opressão - 113. Assassinato - 114. Interrogatório - 115. O Homem de Hakata - 116. Guerra Mundial - 117. Mestre do Underground - 118. Querida | - 107. 殲滅 (Senmetsu) - 108. なりゆき (Nariyuki) - 109. 自殺志願 (Jisatsu Shigan) - 110. 超常現象 (Chōjō Genshō) - 111. 体得 (Taitoku) - 112. 虐めの現場 (Ijime no Genba) - 113. 殺人 (Satsujin) - 114. 訊問 (Jinmon) - 115. 博多から来た男 (Hakata kara Kita Otoko) - 116. 世界戦 (Sekaisen) - 117. 裏番 (Uraban) - 118. 恋人 (Koibito) |

## Volumes 11~20
| - 119. Classe da Meia-Noite - 120. Inveja e Ciúme - 121. Homem Mascarado - 122. A Manhã do Crime - 123. Dez da Manhã em Shinjuku - 124. Holocausto em Shinjuku - 125. Paraíso de Pedestres - 126. Luta Desarmada - 127. Homem - 128. Compensação - 129. A Morte do Mestre - 130. Morte em Fúria | - 119. 真夜中の教室 (Mayonaka no Kyōshitsu) - 120. 羨望と嫉妬 (Senbō to Shitto) - 121. 仮面の男 (Kamen no Otoko) - 122. 犯行の朝 (Hankō no Asa) - 123. 新宿午前十時 (Shinjuku Gozen Jūji) - 124. 新宿大虐殺 (Shinjuku Daigyakusatsu) - 125. 歩行者天国 (Hokōsha Tengoku) - 126. 徒手空拳 (Toshu Kūken) - 127. 漢 (Otoko) - 128. 贖い (Aganai) - 129. 師の死 (Shi no Shi) - 130. 憤死 (Funshi) |

| - 131. Ignorando Tudo - 132. Confronto - 133. Meio-Dia - 134. Quase Lá - 135. Regra Nova - 136. Jurássico - 137. Sobrevivência do Mais Apto - 138. Kansai - 139. Espada - 140. Bisseção - 141. Presa - 142. Super Homem | - 131. すれ違い (Surechigai) - 132. 対峙 (Taiji) - 133. ハイヌーン (Hai Nūn) - 134. ぎりちょん (Girichon) - 135. 新ルール (Shin Rūru) - 136. ジュラシック (Jurashikku) - 137. 弱肉強食 (Jakunikukyōshoku) - 138. カンサイ (Kansai) - 139. 剣 (Ken) - 140. 両断 (Ryōdan) - 141. 捕食 (Hoshoku) - 142. スーパーマン (Sūpāman) |

| - 143. Costas do Pai - 144. Rugido - 145. Canibalismo - 146. O Poder para Viver - 147. Combinação Confusa - 148. Caindo - 149. Encorajamento - 150. Líder - 151. Mortes Simultâneas - 152. Inevitável - 153. Isca - 154. Sentimentos | - 143. 父の背中 (Chichi no Senaka) - 144. 咆哮 (Hōkō) - 145. 共食い (Tomogui) - 146. 生きる力 (Ikiru Chikara) - 147. 迷コンビ (Mei Konbi) - 148. 落車 (Rakusha) - 149. 鼓舞 (Kobu) - 150. リーダー (Rīdā) - 151. 同時多殺 (Dōji Tasatsu) - 152. 回避不可能 (Kaihi Fukanō) - 153. 囮 (Otori) - 154. 情 (Jō) |

| - 155. Dinossauro Furioso - 156. Ataque Surpresa - 157. Cem Olhos - 158. Roupas Pretas - 159. Encontro - 160. O Único - 161. Reunião - 162. Lanterna Diurna - 163. Seminário - 164. 5 da Tarde em Shibuya - 165. Redemoinho - 166. Dentes | - 155. 恐竜大行進 (Kyōryū Daikōshin) - 156. 不意打ち (Fuiuchi) - 157. 百眼 (Hyaku Me) - 158. 黒服 (Kuro Fuku) - 159. 邂逅 (Kaikō) - 160. 唯一人 (Tada Hitori) - 161. 再会 (Saikai) - 162. 昼行灯 (Hiru Andon) - 163. セミナー (Seminā) - 164. 渋谷で5時 (Shibuya de Goji) - 165. 旋風 (Senpū) - 166. 歯 (Ha) |

| - 167. Jogo da Morte - 168. Telefonema Chocante - 169. Lacuna - 170. Separação - 171. Pós-Imagem - 172. Abraço - 173. Transparência - 174. Alvo - 175. Reunião - 176. Fuga - 177. A Verdade é Revelada - 178. Divisão | - 167. 死亡遊戯 (Shibō Yūgi) - 168. テレフォンショッキング (Terefon Shokkingu) - 169. 狭間 (Hazama) - 170. 別離 (Betsuri) - 171. 残像 (Zanzō) - 172. 抱擁 (Hōyō) - 173. 透明 (Tōmei) - 174. 標的 (Hyōteki) - 175. 再会 (Saikai) - 176. 逃走 (Tōsō) - 177. 真相吐露 (Shinsō Toro) - 178. 分裂 (Bunretsu) |

| - 179. Sem Rastro - 180. Ataque Pessoal - 181. Área - 182. Assassino - 183. Filme Argênteo - 184. Desaparecer - 185. Menu dos 100 Pontos - 186. Presente - 187. Investigação - 188. Punição - 189. Muscle Rider - 190. Mudando de Roupa | - 179. 無軌道 (Mukidō) - 180. 対人攻撃 (Taijin Kōgeki) - 181. エリア (Eria) - 182. 人殺し (Hitogoroshi) - 183. 銀鉛フィルム (Gin'en Firumu) - 184. 消失 (Shōshitsu) - 185. 100点めにゅ~ (Hyakuten Menyū) - 186. プレゼント (Purezento) - 187. 捜査 (Sōsa) - 188. 成敗 (Seibai) - 189. きんにくらいだー (Kinniku Raidā) - 190. 生着替え (Namakigae) |

| - 191. Conhecimento Comum - 192. Presença de Público - 193. O Oni Está Lá Fora - 194. Briga de Rua - 195. Tipo Inflamável - 196. Transposição - 197. Combate Próximo - 198. Galinha Desgraçada - 199. Sem Forma Fixa - 200. Gokkum - 201. Vômito Assassino - 202. O Homem Que Nasceu de um Desejo | - 191. 周知 (Shūchi) - 192. 公衆の面前 (Kōshū no Menzen) - 193. オニは外 (Oni wa Soto) - 194. 市街戦 (Shigaisen) - 195. 燃焼系 (Nenshōkei) - 196. 転位 (Ten'i) - 197. 接近勝負 (Sekkin Shōbu) - 198. チキン野郎 (Chikin Yarō) - 199. 不定形 (Futeikei) - 200. ゴックン (Gokkun) - 201. 殺人嘔吐 (Satsujin Ōto) - 202. 願いから生まれた男 (Negai kara Umareta Otoko) |

| - 203. Punhos - 204. Pedra Móvel - 205. Um Oponente de Valor - 206. Antes da Tempestade - 207. Matança Recorde - 208. Senhor dos Raios - 209. Declaração de Extermínio da Humanidade - 210. Ataque Mortal - 211. As Coisas Que Ele Vê - 212. É Inútil - 213. Corte Voador - 214. Sincronismo | - 203. ゲンコツ (Genkotsu) - 204. スイングロック (Suingu Rokku) - 205. 好敵手 (Kōtekishu) - 206. 嵐の前 (Arashi no Mae) - 207. 血風録 (Keppūroku) - 208. カミナリサマ (Kaminari-sama) - 209. 人類撲滅宣言 (Jinrui Bokumetsu Sengen) - 210. 一撃必死 (Ichigeki Hisshi) - 211. 見えているモノ (Miete Iru Mono) - 212. だめじゃん (Dame-jan) - 213. 飛び斬り (Tobikiri) - 214. シンクロニシティ (Shinkuronishiti) |

| - 215. O Pathos da Comemoração - 216. 100 Pontos... - 217. Como Aproveitar a Liberdade - 218. Volte - 219. O 3º Ressuscitado - 220. Número 1 - 221. Bom Trabalho - 222. Irmão Maior e Irmão Menor - 223. Restos Não Apagados - 224. Amável Perseguidora - 225. Chave - 226. Contato | - 215. 歓喜のパトス (Kanki no Patosu) - 216. 100点... (Hyakuten...) - 217. 自由の使い方 (Jiyū no Tsukai Kata) - 218. カムバック (Kamubakku) - 219. 3人目の生還者 (Sanninme no Seikansha) - 220. いちばん (Ichiban) - 221. おつかれさま (Otsukaresama) - 222. 兄と弟 (Ani to Otōto) - 223. 消せない残滓 (Kesenai Zanshi) - 224. ラブリーストーカー (Raburī Sutōkā) - 225. カギ (Kagi) - 226. コンタクト (Kontakuto) |

| - 227. Caçador Misterioso - 228. Mesa de Jantar dos Que Vestem Preto - 229. Saída - 230. Cortando em Dois - 231. Visita em Casa - 232. Altruísmo - 233. Vamos Para Algum Lugar - 234. Eu, Herói? - 235. Festa Lixo - 236. Desinfecção Fotocatalítica - 237. ...Próxima Fase | - 227. ミステリーハンター (Misuterī Hantā) - 228. 黒服の食卓 (Kuro Fuku no Shokutaku) - 229. 流出(Ryūshutsu) - 230. 唐竹割り (Karatake Wari) - 231. 家庭訪問 (Katei Hōmon) - 232. 利他的行動 (Ritateki Kōdō) - 233. 一緒にどっか (Issho ni Dokka) - 234. 英雄, 俺? (Eiyū, Ore?) - 235. ジャンクパーティー (Janku Pātī) - 236. 光殺菌 (Hikari Sakkin) - 237. ...ネクストフェイズ (...Nekusuto Feizu) |

## Volumes 21~30
| - 238. Samurai Anfitrião - 239. Nurari-pyon - 240. Doutonbori - 241. Fedor da Felicidade - 242. Mas Que Diabos - 243. História do Lado Oeste - 244. Cidade dos Comilões - 245. Último Pedaço de Força - 246. Caçador a ser Caçado - 247. Vidas Baratas | - 238. ホストさむらい (Hosuto Samurai) - 239. ぬらりぴょん (Nurari-pyon) - 240. ドートンボリ (Dōtonbori) - 241. 歓喜なる臭気 (Kanki Naru Shūki) - 242. なんやねん (Nan'yanen) - 243. ウエストサイドストーリー (Uesuto Saido Sutōrī) - 244. 喰いだおれの街 (Kuidaore no Machi) - 245. 強さのラストピース (Tsuyosa no Rasuto Pīsu) - 246. 狩りと狩られ (Kari to Karare) - 247. チープな命たち (Chīpu na Inochi-tachi) |

| - 248. Epifania Através da Morte - 249. Alien Hipócrita - 250. Os 3 Completos Sadistas - 251. Homem Focado - 252. As Pessoas do Oeste - 253. Tu e Eu? - 254. Com Um Dedo - 255. Farei o Que Eu Quiser - 256. O de 100 Pontos | - 248. 死捨悟入 (Shisha Gonyū') - 249. ギゼンシャ星人 (Gizensha Seijin) - 250. ドSの3人 (Do S no Sannin) - 251. ひたむきな男 (Hitamuki na Otoko) - 252. 西の人々 (Nishi no Hitobito) - 253. なにがしそれがし? (Nanigashi Soregashi?) - 254. 指一本 (Yubi Ippon) - 255. 勝手やネん (Katte Yanen) - 256. 100点のヤツ (Hyakuten no Yatsu) |

| - 257. Desespero - 258. Cabeça Rolante - 259. Semi-Despertado - 260. Contra a Força de Autodefesa - 261. Aniquilação e Extinção - 262. Como uma Barata - 263. Morte Impossível - 264. Mente Acima de Músculos... | - 257. やぶれかぶれ (Yabure Kabure) - 258. パチパチヘッド (Pachipachi Heddo) - 259. 半覚醒 (Hankakusei) - 260. 対自衛隊 (Tai Jieitai) - 261. 消滅と消失 (Shōmetsu to Shōshitsu) - 262. ゴキブリなみ (Gokiburi nami) - 263. ありえない死 (Arienai Shi) - 264. 柔よく剛を... (Jū Yoku Gō wo...) |

| - 265. Inferno Feminino - 266. Emboscada - 267. Forçado à Competir - 268. Não Voltarão - 269. Sobrevivência do Mais Forte - 270. Pingue Pongue - 271. Diferença de Nível Entre Ele e Nós - 272. Substituição | - 265. 女地獄 (Onna Jigoku) - 266. 伏兵の強襲 (Fukuhei no Kyōshū) - 267. 強制参加 (Kyōsei Sanka) - 268. 還らぬ者 (Kaeranumono) - 269. 弱肉強食 (Jakunikukyōshoku) - 270. ピンポン (Pin Pon) - 271. 断絶する彼我差 (Danzetsu suru Higa Sa) - 272. 選手交代 (Senshu Kōtai) |

| - 273. Rugidos de Terror - 274. Pancadaria - 275. Recuperando o Plano - 276. Questionando a Questão - 277. O Atirador - 278. Uma Chance Finalmente - 279. Uma Escolha de Valor - 280. Prelúdio à Destruição | - 273. 恐怖の咆哮 (Kyōfu no Hōkō) - 274. 肉弾ラッシュ (Nikudan Rasshu) - 275. 挽回の奇策 (Bankai no Kisaku) - 276. 質問に質問 (Shitsumon ni Shitsumon) - 277. 魔弾の射手 (Madan no Shashu) - 278. 千載一遇のラッシュ (Senzai Ichigū no Rasshu) - 279. 価値ある選択 (Kachi Aru Sentaku) - 280. 崩壊の序曲 (Hōkai no Jokyoku) |

| - 281. Lembranças Calorosas - 282. Primatas Orgulhosos - 283. Reunião Desesperada - 284. Fábrica - 285. O Elo Entre a Mente e a Esfera - 286. Sentimentos Distorcidos - 287. Definição de Agressão - 288. Rugido do Colapso - 289. O Mundo Ataca - 290. Inteligência Simplória - 291. A Sabedoria da Beleza | - 281. ぬくもりの記憶 (Nukumori no Kioku) - 282. 驕れる霊長類 (Ogoreru Reichōrui) - 283. 絶望ミーティング (Zetsubō Mītingu) - 284. 工場 (Kōjō) - 285. 繋がる球と想い (Tsunagaru Tama to Omoi) - 286. 歪む思い (Yugamu Omoi) - 287. いじめの定義 (Ijime no Teigi) - 288. 終末の破砕音 (Shūmatsu no Hasai On) - 289. 強襲する世界 (Kyōshū suru Sekai) - 290. 藁のような叡知 (Wara no Yōna Eichi) - 291. 美の叡智 (Bi no Eichi) |

| - 292. Tragédia Multinacional - 293. O Preço da Coragem - 294. Encerramento - 295. Distúrbio do Colapso das Colônias - 296. O Significado de Finalizado - 297. Inquietações no Interior da Bola Preta - 298. Providência Distorcida e Amor - 299. Como Construir uma Eternidade - 300. O Velho Sábio da Escuridão - 301. Coisas São Reveladas na Mansão - 302. O Trapaceiro de Berlim - 303. O Amanhecer da Destruição | - 292. 多国籍惨劇 (Takokuseki Sangeki) - 293. 勇気の対価は (Yūki no Taika wa) - 294. シャットダウン (Shattodaun) - 295. 蜂群崩壊症候群 (Hōgun Hōkai Shōkōgun) - 296. 終わりの意味 (Owari no Imi) - 297. 黒球の中の胎動 (Kuro Tama no Naka no Taidō) - 298. 歪む摂理と恋心 (Yugamu Setsuri to Koigokoro) - 299. 永遠のつくりかた (Eien no Tsukurikata) - 300. 闇の帳の老賢者 (Yami no Tobari no Rōkenja) - 301. 館の中の白日 (Yakata no Naka no Hakujitsu) - 302. 伯林のトリックスター (Berurin no Torikkusutā) - 303. 破滅のデイライト (Hametsu no Dei Raito) |

| - 304. Estrelas Cadentes - 305. Rendição Negada - 306. Eliminador de Tóquio - 307. Estrutura Gigante - 308. Colisão com o Desconhecido - 309. Resolução Liberada - 310. Pessoas Salvas, Coisas Perdidas - 311. Esperança Invisível | - 304. シューティングスター (Shūtingu Sutā) - 305. 降伏却下 (Kōfuku Kyakka) - 306. トーキョー・エリミネーター (Tōkyō Eriminētā) - 307. ギガ・ストラクチャー (Giga Sutorakuchā) - 308. 未知との激突 (Michi to no Gekitotsu) - 309. 決意の火蓋 (Ketsui no Hibuta) - 310. 救えた者と零した物 (Sukuetamono to Koboshitamono) - 311. ステルスの希望 (Suterusu no Kibō) |

| - 312. Começa o Contra-Ataque - 313. Perda de Controle - 314. Agitação - 315. Confronto de Civilizações - 316. Virada - 317. Momento de Superioridade - 318. Em Busca de Segurança - 319. Vida Esfolada | - 312. 逆襲の執行 (Gyakushū no Shikkō) - 313. 制御の消失 (Seigyo no Shōshitsu) - 314. アジテーション (Ajitēshon) - 315. 文明の衝突 (Bunmei no Shōtotsu) - 316. ツイスト アンド ターン (Tsuisuto ando Tān) - 317. 刹那の優勢 (Setsuna no Yūsei) - 318. 猛追する安否 (Mōtsui suru Anpi) - 319. 剥がされる命 (Hagasareru Inochi) |

| - 320. Sinal da Morte - 321. Ajuda Preventiva - 322. A Base da Cadeia Alimentar - 323. Profundezas do Mundo Alien - 324. A Escolha Daqueles Que Tem Poder - 325. Reunião Exposta - 326. Garota de Brinquedo | - 320. 断末の合図 (Danmatsu no Aizu) - 321. 変質する救済 (Henshitsu suru Kyūsai) - 322. 連鎖の最底辺 (Rensa no Saiteihen) - 323. 異界の深奥 (Ikai no Shin'ō) - 324. 力有る者の選択 (Chikara Arumono no Sentaku) - 325. 展示された再会 (Tenjisareta Saikai) - 326. 玩具少女 (Gangu Shōjo) |

## Volumes 31~37
| - 327. Pureza no Palanquim - 328. Transcendência - 329. Reunião Rebelde - 330. A Guerra da Rebelião Começa - 331. Invasão Reversa - 332. Encontro de Vontades - 333. Limites Extremos - 334. Vidas Irreversíveis - 335. Conflito de Resgate | - 327. 駕籠の中の純情 (Kago no Naka no Junjō) - 328. 超越 (Chōetsu) - 329. 叛意の集結 (Han'i no Shūketsu) - 330. 開戦の開始 (Kaisen no Kaishi) - 331. 可逆なる侵略 (Kagyaku Naru Shinryaku) - 332. 集積する意志たち (Shūseki suru Ishi-tachi) - 333. 極限の仕様 (Kyokugen no Shiyō) - 334. 非可逆生命 (Hikagyaku Seimei) - 335. すれ違う救済 (Surechigau Kyūsai) |

| - 336. Qualidade e Quantidade de Vida - 337. Paz e Retorno - 338. Contra-Ataque da Esperança - 339. O Começo da Corrente - 340. Reverso do Destino - 341. Respiração Explosiva - 342. Falha na Ressuscitação - 343. Mordendo a Isca | - 336. 命の質と数 (Inochi no Shitsu to Kazu) - 337. 和平と背水 (Wahei to Haisui) - 338. 迎撃の光明 (Geigeki no Kōmyō) - 339. 連鎖の始まり (Rensa no Hajimari) - 340. 反転する光明 (Hanten suru Kōmyō) - 341. 爆裂する安息 (Bakuretsu suru Ansoku) - 342. 再生破綻 (Saisei Hatan) - 343. 疑似餌の囲い (Gijie no Kakoi) |

| - 344. Jogo de Vida ou Morte - 345. Renúncia de Ataque - 346. Combustão Sufocada - 347. Crânio Saturado - 348. Tumor Violento - 349. Menos de Uma Luta - 350. Vitória Pontual - 351. Belos Sentimentos | - 344. 生殺遊戯 (Seisatsu Yūgi) - 345. 攻性の諦観 (Kōsei no Teikan) - 346. 消費される燃焼 (Shōhi Sareru Nenshō) - 347. 飽和する頭蓋 (Hōwa suru Zugai) - 348. 暴走する腫瘍 (Bōsō suru Shuyō) - 349. 闘争未満 (Tōsō Miman) - 350. 針ほどの活路 (Hari Hodo no Katsuro) - 351. 美しき感情 (Utsukushiki Kanjō) |

| - 352. Intersecção do Encontro - 353. Deus Ex Machina - 354. Eu Também - 355. Golpe Paralelo - 356. Sonho Contraditório - 357. Pequena Melodia de Amor - 358. Marcha de Aço - 359. O Tirano Estrábico | - 352. 逢瀬の交差 (Ōse no Kōsa) - 353. 機械仕掛けの神 (Kikai Jikake no Kami) - 354. 俺だッて (Oreda tte) - 355. 強襲する平行 (Kyōshū suru Heikō) - 356. 禁忌の夢 (Kinki no Yume) - 357. 小さな恋のメロディ (Chīsana Koi no Merodi) - 358. 鋼鉄マーチ (Kōtetsu Māchi) - 359. やぶにらみの暴君 (Yabu Nirami no Bōkun) |

| - 360. Confissão e Arrependimento - 361. Grito de Guerra - 362. Redenção Efêmera - 363. Torre do Céu - 364. Ressonância da Discórdia - 365. Negociação com o Demônio - 366. A Grande Fuga - 367. Como Fazer um Herói | - 360. 告白と懺悔 (Kokuhaku to Zange) - 361. 戦線叫叫 (Sensen Kyōkyō) - 362. 儚い贖い (Hakanai Aganai) - 363. 空の塔 (Sora no Tō) - 364. 不協和の共鳴 (Fu Kyōwa no Kyōmei) - 365. 外道ネゴシエイション (Gedō Negoshieishon) - 366. ザ・グレイト・エスケープ (Za Gureito Esukēpu) - 367. 英雄の作り方 (Eiyū no Tsukurikata) |

| - 368. Violação e Confissão - 369. Hora das Perguntas - 370. Plano Perfeito - 371. Prova de Humanidade - 372. O Paradeiro da Massa - 373. Conduta de Duelo - 374. Hora do Rush - 375. A Última Barreira | - 368. 蹂躙と告白 (Jūrin to Kokuhaku) - 369. クエスチョンタイム (Kuesuchon Taimu) - 370. パーフェクトプラン (Pāfekuto Puran) - 371. 人間の証明 (Ningen no Shōmei) - 372. その質量の行方 (Sono Shitsuryō no Yukue) - 373. 決闘作法 (Kettō Sahō) - 374. ラッシュアワー (Rasshu Awaa) - 375. 最後の障壁 (Saigo no Shōheki) |

| - 376. Um Desafio do Oprimido - 377. A Melancolia de Prometheus - 378. O Confronto do Fardo Mais Pesado - 379. Trocando Desespero e Esperança - 380. O Ataque com Força Total - 381. A Conversão da Resignação - 382. A Complicação do Trovão - 383. Último Período | - 376. 敗残者の挑戦状 (Haizan-sha no Chōsen-jō) - 377. プロメテウスの憂鬱 (Purometeusu no Yūutsu) - 378. 最大荷重の対峙 (Saidai Kajū no Taiji) - 379. 希望と絶望の応酬 (Kibō to Zetsubō no Ōshū) - 380. 渾身の一閃 (Konshin no Issen) - 381. 収束する諦観 (Shūsoku suru Teikan) - 382. 迅雷の交錯 (Jinrai no Kōsaku) - 383. 最期の終止符 (Saigo no Shūshifu) |